# Mauropterix
Mauropterix is een geslacht van vlinders van de familie van de zakjesdragers (Psychidae). De wetenschappelijke naam van dit geslacht is voor het eerst voorgesteld door Evheni V. Roetjan en Michael Weidlich in een publicatie uit 2008. 
Dit geslacht is monotypisch, dat wil zeggen dat het maar één soort heeft namelijk Mauropterix jailensis Rutjan & Weidlich, 2008, die alleen op de Krim voorkomt.